# Jannetje Koelewijn
Jannetje Koelewijn (Amsterdam, 27 januari 1959) is een Nederlands journalist en auteur. Sinds 1997 is zij werkzaam als redacteur bij NRC Handelsblad. Ze werd bekend doordat ze in 2012 een geruchtmakend artikel over de medische toestand van prins Friso na diens ski-ongeluk publiceerde voor deze krant.

## Privé
Koelewijns tweede man is Kees Tulleken, oud-neurochirurg, werkzaam in het UMC Utrecht. Koelewijn heeft twee kinderen uit haar eerste huwelijk.

## Carrière
Koelewijn studeerde Nederlands aan de Vrije Universiteit. Hierna werkte ze twaalf jaar bij Vrij Nederland. In 1994 publiceerde zij het boek Het koningsdrama van Fokker over het conflict in de bestuurstop van de vliegtuigbouwer. In 1997 trad zij in dienst bij NRC Handelsblad. Later schreef zij onder meer Alleen winnaars overleven over topondernemers in het Nederlandse bedrijfsleven en De alledaagse dood over chronisch zieken en hun nabestaanden. Veel boeken van Koelewijn zijn gestaafd op interviews met directbetrokkenen bij de onderwerpen waarover zij schrijft. Koelewijn is verbonden aan Uitgeverij Atlas in Amsterdam.
In 2011 publiceerde zij De hemel bestaat niet over het leven van haar ouders en voorouders in Spakenburg en Amsterdam. Een signeersessie in Spakenburg moest worden afgelast omdat een familielid van Koelewijn protest aantekende bij de boekhandelaar waar de sessie plaats zou hebben. Volgens het Reformatorisch Dagblad zou niet iedereen in het dorp zich kunnen vinden in de manier waarop zij het orthodox-protestantse geloof in het dorp besprak.
In 2017 schreef Koelewijn voor de NRC een artikel 'Was ik er maar bij geweest… je kunt elkaar misschien nog vasthouden' over de zelfmoordaanslagen op de luchthaven van Brussel. Dit artikel werd bekroond met  de Tegel in de categorie Interview

## Artikel prins Friso
Begin 2012 kwam Koelewijn in het nieuws na het publiceren van informatie over het ski-ongeval van prins Friso. Een zakelijke relatie van haar man had haar over de toestand van de prins medische informatie gegeven, die zij publiceerde in NRC Handelsblad. Er kwam veel kritiek op zowel het handelen van haar man, de arts in kwestie, het artikel van Koelewijn als de uiteindelijke publicatie door NRC Handelsblad. Hoofdredacteur Peter Vandermeersch verdedigde in eerste instantie de publicatie, maar kwam daar later op terug, mede vanwege een kritisch rapport van Thom Meens, oud-ombudsman van de Volkskrant. Koelewijn nam 7 oktober 2012 ontslag als redacteur bij NRC Handelsblad, vanwege de naar haar mening ontstane onwerkbare situatie tussen haar en de hoofdredacteur. Een maand later trok ze haar ontslag in.